# Gelatina (filtro)
Sono detti gelatine i filtri che si applicano ai fari teatrali o cinematografici per modificare le caratteristiche della luce proiettata. Possono essere realizzate in vetro o in materiale plastico (poliestere). Le gelatine in vetro sono già montate su un telaio da applicare al proiettore, mentre quelle in plastica sono vendute in fogli o rotoli da tagliare secondo la misura del telaio. Il telaio che serve a tendere la gelatina e a tenerla alla giusta distanza dal proiettore viene chiamato "porta-gelatina".
Le gelatine possono essere di varia forma (ad esempio quadrata, rettangolare o circolare), a seconda del tipo di riflettore al quale vengono applicati.
Le gelatine si dividono in diversi tipi (contrassegnati da numerazione standard) a seconda dello scopo per cui sono impiegate:
- colori (color change o color correction): gelatine colorate, che cambiano il colore del fascio luminoso. Spesso il loro effetto non dipende tanto dal colore della gelatina quanto dai colori che vanno a colpire. Per esempio, i filtri rosa servono anche a correggere l'eccesso di verde presente in scena o nell'inquadratura.
- conversioni (light correction o temperature correction): gelatine che cambiano la temperatura di colore della luce, cioè la fanno virare verso il bianco-azzurro (raffreddamento) oppure verso il giallo-arancio (riscaldamento). Sono fra le gelatine più usate. Le più comuni conversioni fredde sono la numero 201 (freddo) e la numero 202 (mezzo freddo). Le più comuni conversioni calde sono la numero 204 (ambra) e la numero 205 (ambra chiara).
- neutri: gelatine che non servono a cambiare il colore della luce, ma a ridurne l'intensità.
- diffusori ("gelatine frost"): filtri che servono alla diffusione della luce, per renderla più omogenea e priva di variazioni nette, ovvero per trasformare una luce diretta in una luce diffusa.
- riflettenti - non sono vere e proprie gelatine, in quanto non sono filtri, ma reti che si frappongono fra la luce e il suo obbiettivo per dare effetti particolari. Possono anche essere superfici opache e riflettenti di varia natura, sulle quali si fa cadere la luce.

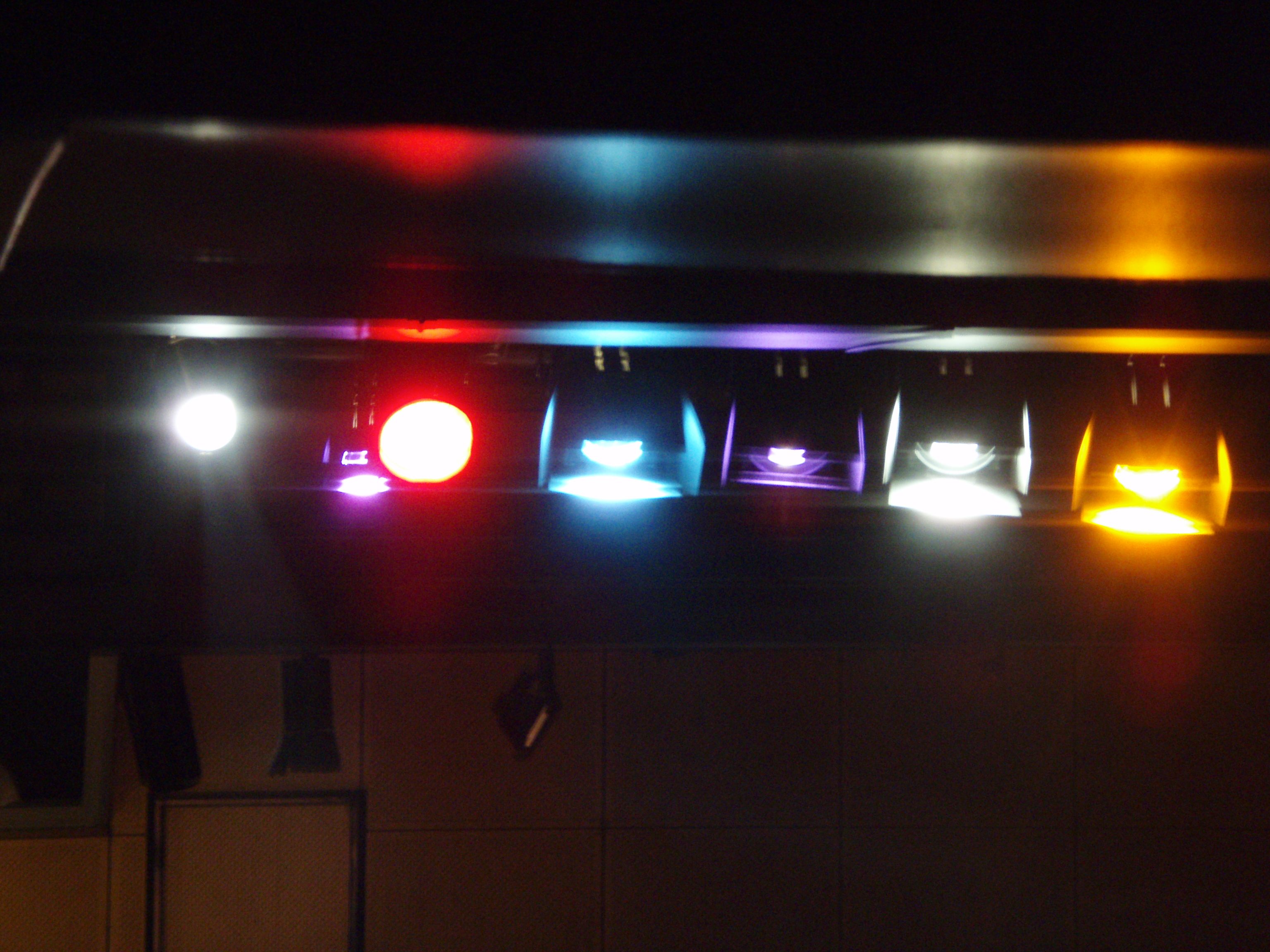
Fari con diversi tipi di gelatina

La gelatina non viene usata solo in illuminotecnica teatrale e cinematografica, ma anche in architettura, per concerti, in televisione e in fotografia.
Siccome il materiale plastico con cui sono realizzate le gelatine è soggetto a deterioramento alle alte temperature, nel caso di riflettori con potenza maggiore di 2 kW vanno impiegate le gelatine cosiddette "high temperature resistant" (ovvero resistenti alle alte temperature).

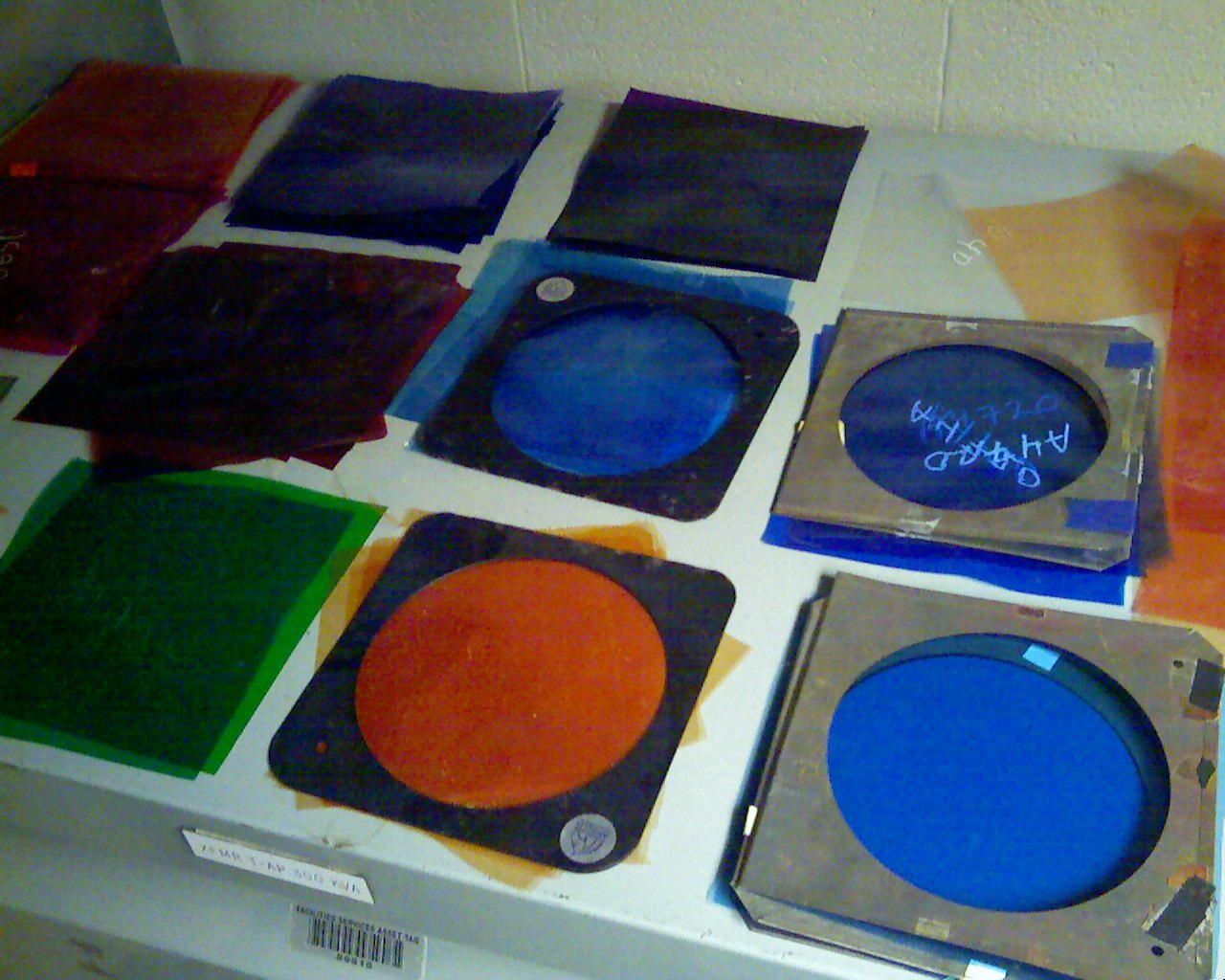
Gelatine di vari colori con telaio